# Victor Kugler
Victor Kugler (* 5. Juni oder 6. Juni 1900 in Hohenelbe, Österreich-Ungarn; † 16. Dezember 1981 in Toronto) war ein österreichischer Unternehmer. Er half den jüdischen Familien der Anne Frank und van Pels und Fritz Pfeffer, sich während der deutschen Besatzung der Niederlande im Zweiten Weltkrieg vor Verfolgungen zu verstecken. Im postum veröffentlichten Tagebuch der Anne Frank wird er „Herr Kraler“ bzw. „Mijnheer Kraler“ genannt. Er erhielt 1973 den Ehrentitel Gerechter unter den Völkern.

## Leben

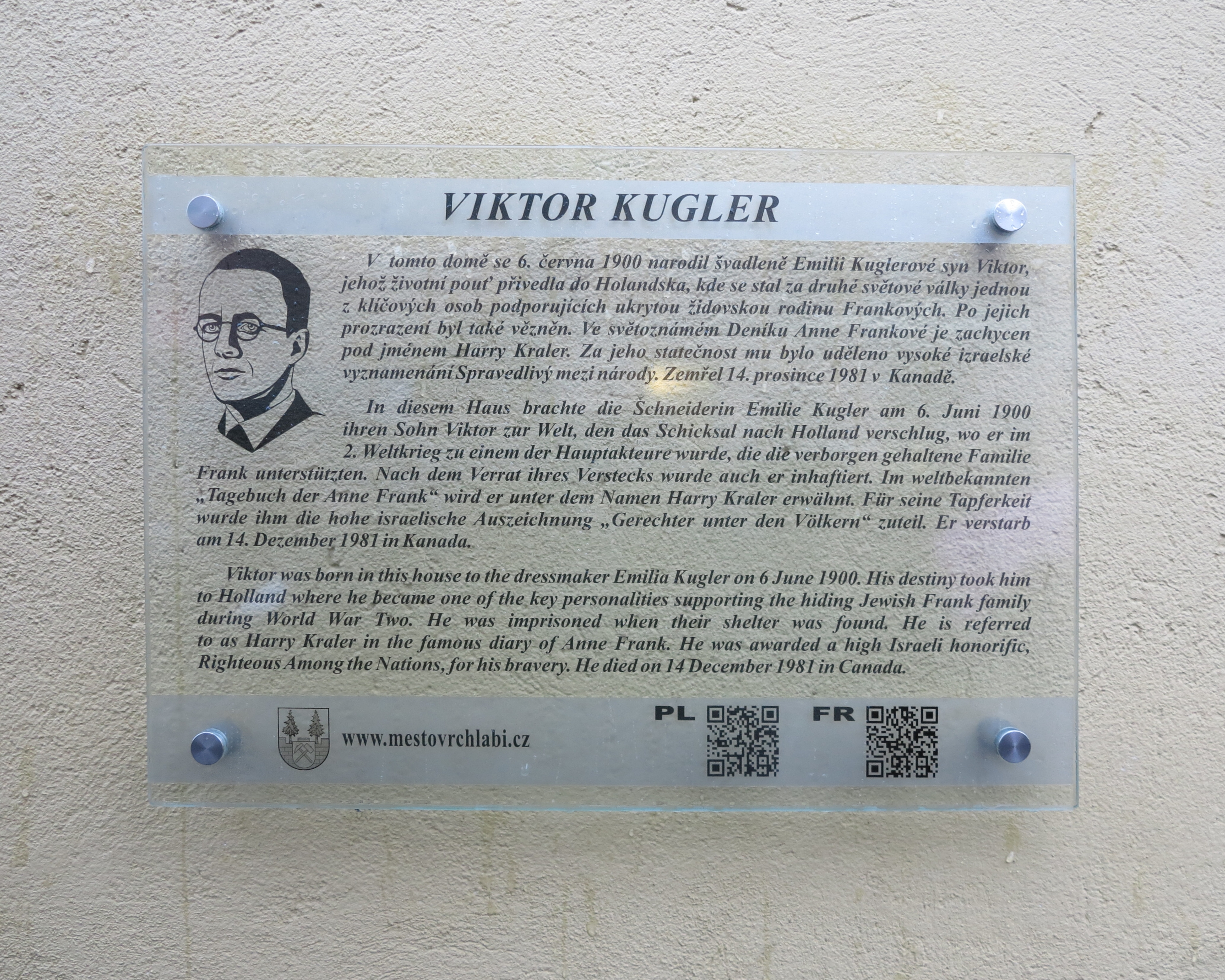
Gedenktafel für Viktor Kugler an seinem Geburtshaus in Vrchlabí

Victor Kugler trat während des Ersten Weltkriegs in die österreichisch-ungarische Armee ein, nachdem er eine Ausbildung abgeschlossen hatte. Er wurde 1918 verwundet entlassen, zog nach Deutschland und arbeitete dort als Elektriker.
1920 zog Victor Kugler nach Utrecht, um als Handelsvertreter für das Unternehmen Pomosin in Frankfurt am Main Pektin zu verkaufen. Mehrere Jahre lang hatte er bei einem Utrechter Unternehmen gearbeitet, das die Lizenz zum Verkauf von Pektin an Marmeladenfabriken erworben hatte. Diese Firma hatte ihn mit der Vorbereitung einer Amsterdamer Opekta-Niederlassung beauftragt. Als sich herausstellte, dass ihm das nicht gelang (Quelle: Miep Gies, 19. Februar 1985), übernahm Otto Frank diese Aufgabe. Über den Pektinhandel lernten sich Victor Kugler und Otto Frank kennen. Viktor Kugler wurde 1933 einer der ersten Mitarbeiter in Otto Franks neu gegründetem Amsterdamer Opekta-Handel und später seine rechte Hand. Als Otto Frank seinen Betrieb um eine Firma für Gewürzmischungen (Pectacon) erweiterte, war Victor Kugler maßgeblich daran beteiligt.
Im Mai 1938 erlangte er die Staatsbürgerschaft der Niederlande. Da er nicht jüdischer Herkunft war, konnte er somit 1940 die Enteignung von Pectacon verhindern. Er löste Pectacon auf und übernahm die Leitung der von ihm neu gegründeten „Gies & Co“.
Victor Kugler und seine Frau Laura Maria Buntenbach-Kugler (* 10. Mai 1895; † 6. Dezember 1952) lebten während des Zweiten Weltkrieges (1939–1945) und der Besetzung der Niederlande durch deutsche Truppen in Hilversum, ca. 25 Kilometer von Amsterdam entfernt.
Von Juli 1942 bis August 1944 half er seinen Kollegen Miep Gies, Johannes Kleiman und Bep Voskuijl, acht Menschen in einem versteckten Nebengebäude des Firmensitzes in Amsterdam vor den Verfolgungen durch Anhänger des Nationalsozialismus zu verstecken. Unter diesen war auch Anne Frank. Am 4. August 1944 wurde er von einem unbekannten Informanten an die Gestapo verraten.
Victor Kugler wurde in der Gestapo-Zentrale in der Euterpestraat in Amsterdam verhört, dann am selben Tag in ein Gefängnis für Juden und „politische Gefangene“, die auf die Abschiebung warteten, transportiert. Am 7. September wurde er in das Gefängnis in Weteringschans in eine Zelle mit zum Tode verurteilten Menschen gelegt. Es folgte vier Tage später, am 11. September, die Verlegung ins Durchgangslager Amersfoort, wo er für den Transport nach Deutschland vorgesehen war. Am 17. September wurde der Bahnhof von Amersfoort durch einen Bombenanschlag zerstört. Am 26. September wurde Kugler mit etwa 1.100 anderen Männern nach Zwolle gebracht und zum Ausheben von Panzergräben gezwungen.
Kugler wurde erneut vom 30. Dezember 1944 bis zum 28. März 1945 von der SA nach Wageningen zur Zwangsarbeit verlegt. Als rund 600 Häftlinge von Wageningen durch Renkum, Heelsum, Oosterbeek, Arnheim, Westervoort und Zevenaar marschierten, mit der Absicht, am folgenden Tag nach Deutschland weiterzugehen, erfolgte ein Luftangriff, und Kugler nutzte die Verwirrung zur Flucht. Er wurde von einem Landwirt für ein paar Tage versteckt, lieh sich ein Fahrrad und machte sich auf den Weg zurück nach Hilversum. Er erreichte die Stadt im April 1945. Dort versteckte er sich bis zur Befreiung der Niederlande am 5. Mai 1945 durch englisch-amerikanische Truppen.
Nach dem Ende des Zweiten Weltkriegs bestanden die Firmen Opekta und Gies & Co in der Prinsengracht 263 in Amsterdam weiter. Gesetzliche Maßnahmen ermächtigten die dortige Industrie- und Handelskammer, die durch deutsche Verordnungen liquidierte Firma bei Forderungen der ursprünglichen Inhaber wieder zu registrieren. Frank, Kleiman und Kugler konnten daher die Pectacon wieder in Besitz nehmen; auch Gies & Co blieb bestehen. Laura Kugler starb am 6. Dezember 1952. Victor Kugler heiratete drei Jahre später Lucie (Loes) van Langen und zog nach Kanada, wo bereits sein Bruder, seine Schwester und seine Mutter lebten.
Im Jahr 1973 erhielt er von der Gedenkstätte Yad Vashem in Israel eine Medaille und den Ehrentitel Gerechter unter den Völkern. 1977 verlieh ihm die kanadische Anti-Defamation League einen mit 10.000 Dollar dotierten Preis in Anerkennung seiner Unterstützung beim Verstecken der jüdischen Familien Frank und van Pels während des Zweiten Weltkriegs.